# Mahmoud al-Mardi
Mahmoud Nayef Ahmad al-Mardi (arabisch محمود نايف احمد مرضي; * 6. Oktober 1993 in Akaba) ist ein jordanischer Fußballspieler.

## Karriere

### Verein
Aus der U-19 von al-Wehdat kommend, ging er in die erste Mannschaft von Ittihad al-Zarqa über, wo er ein einige Monate spielte und dann Anfang 2014 an al-Sheikh Hussein verliehen wurde. Nach seiner Rückkehr im Sommer 2014 wechselte er Anfang 2015 endgültig zu al-Ahli nach Amman. Nach fast drei Jahren wechselte er anschließend im September 2017 erstmals ins Ausland, wo er für al-Arabi in Kuwait aktiv war. Nach etwas mehr als zwei Monaten kehrte er aber noch im Dezember 2017 wieder in sein Heimatland zurück und spielte dort für al-Faisaly.
Nach einer weiteren Station, ab August 2018 bei al-Jazeera, folgte sein nächster Wechsel ins Ausland dann Anfang 2021, wo er zum Oman Club wechselte. Bereits im April des Jahres kehrte er aber wieder nach Jordanien zurück, wo er kurzzeitig für al-Salt spielte, nur um dann im August sich in Bahrain dem Muharraq Club anzuschließen. Dort gewann er mit seiner Mannschaft den AFC Cup 2021. Eine weitere Station, aber durchaus etwas weiter entfernt, kam ab Juni 2022 mit dem malaysischen Klub Kedah Darul Aman FC noch hinzu. Bereits Anfang Februar 2023 war er aber schon wieder zurück auf der arabischen Halbinsel und kam in Kuwait bei al-Qadsia unter. Seit Mai 2023 steht, er mittlerweile wieder einmal zurück in Jordanien, beim al-Hussein SC unter Vertrag.

### Nationalmannschaft
Sein erstes bekanntes Spiel im Trikot der jordanischen A-Nationalmannschaft war am 3. September 2015 bei einem 0:0 gegen Kirgisistan während der Qualifikation für die Weltmeisterschaft 2018. Nach einem weiteren Qualifikationsspiel kam er ab 2016 auch vermehrt in mehreren Freundschaftsspielen zum Einsatz. Weniger Einsätze erhielt er bei weiteren Qualifikationsspielen. Sein erstes Turnier wurde der Arabien-Pokal 2021, wo er es mit seiner Mannschaft bis ins Viertelfinale schaffte. Im Turnierverlauf erzielte er für seine Mannschaft zwei Tore.
Nach weiteren Qualifikationsspielen für die Asienmeisterschaft 2024 sowie einigen Freundschaftsspieleinsätzen wurde er Teil des Kaders bei der Endrunde der Asienmeisterschaft. Beim 4:0-Auftaktsieg gegen Malaysia erzielte er hierbei zwei der Tore.